# Raimundas Palaitis
Raimundas Palaitis, né à Palanga, alors en URSS, le 23 octobre 1957, est un homme politique lituanien membre de l'Union centriste et libérale (LiCS).

## Personnel
Il achève ses études secondaires en 1975 à Palanga, et commence des études supérieures de mathématiques à l'Université de Vilnius. Il obtient son diplôme cinq ans plus tard.
À partir de 1980, il travaille pendant neuf ans comme programmeur informatique au département de Palanga de l'Institut de cardiologie de Kaunas, tout en étudiant la cybernétique mathématique à l'Institut de cybernétique de Moscou, dont il est diplômé en 1985.
Raimundas Palaitis devient ensuite employé au centre municipal des communications de Palanga entre 1989 et 1992, puis directeur de la société Klaipėdos vertybiniai popieriai de 1997 à 2000.

## Politique
Membre du conseil municipal de Palanga à partir de 1995, il en devient maire en 2000.
Il doit démissionner presque aussitôt, ayant été élu député au Seimas. Il y est réélu en 2004 et 2008.
En tant que parlementaire, il a notamment été vice-président de la commission du Budget et des Finances, et de la commission des Affaires maritimes et de la Pêche.
Le 4 novembre 2008, Raimundas Palaitis est nommé ministre de l'Intérieur dans le second gouvernement d'Andrius Kubilius. Il est remplacé, le 16 avril 2012, par Artūras Melianas.